# Nico Been
Niclaas „Nico“ Been  (* 17. Dezember 1945 in Groningen) ist ein ehemaliger niederländischer Radrennfahrer.
Bei den UCI-Bahn-Weltmeisterschaften 1971 kam er in den Endlauf im Steherrennen und belegte beim Sieg von Horst Gnas den 7. Platz. 1973 belegte Nico Been den dritten Platz bei der niederländischen Meisterschaft im Steherrennen, im Jahr darauf Platz zwei. 1975 errang er den Titel, und bei den Bahn-Weltmeisterschaften im selben Jahr in Rocourt wurde er Fünfter. 1978 und 1979 wurde jeweils nochmals Dritter in dieser Disziplin bei nationalen Meisterschaften. Am 2. Februar 1978 stellte Been im Ferry-Dusika-Hallenstadion in Wien mit 74,272 Kilometern einen Stundenweltrekord hinter Schrittmacher Joop Stakenburg auf.
Nach Beendigung seiner Radsportlaufbahn lebte Nico Been zeitweilig am Gardasee und vermietete Ferienwohnungen.